# Мохамед Ібрагім
Мохамед Ібрагім (араб. محمد إبراهيم, масрі محمد ابراهيم; нар. 1 березня 1992, Гіза) — єгипетський футболіст, півзахисник клубу «Національний банк».
Чемпіон Єгипту. Дворазовий володар Кубка Єгипту. Володар Суперкубка Єгипту.

## Клубна кар'єра
Народився 1 березня 1992 року в місті Гіза. Вихованець футбольної школи клубу «Замалек». Дорослу футбольну кар'єру розпочав 2009 року в основній команді того ж клубу, в якій провів п'ять сезонів, взявши участь у 52 матчах чемпіонату. 
Протягом 2014—2015 років захищав кольори клубу «Марітіму».
Своєю грою за останню команду знову привернув увагу представників тренерського штабу клубу «Замалек», до складу якого повернувся 2015 року. Цього разу відіграв за каїрську команду наступні чотири сезони своєї ігрової кар'єри.
Згодом з 2019 по 2024 рік грав у складі команд «Міср-Ель-Макаса» та «Кераміка Клеопатра».
До складу клубу «Національний банк» приєднався 2024 року. 

## Виступи за збірні
Протягом 2011–2012 років залучався до складу молодіжної збірної Єгипту. На молодіжному рівні зіграв у 24 офіційних матчах, забив 4 голи.
У 2011 році дебютував в офіційних матчах у складі національної збірної Єгипту.
| Дата       | Місто       | Господарі      | Результат | Гості            | Турнір                                  | Голи | Примітки |
| ---------- | ----------- | -------------- | --------- | ---------------- | --------------------------------------- | ---- | -------- |
| 8-10-2011  | Каїр        | Єгипет         | 3 – 0     | Нігер            | Відбір до Кубка африканських націй 2012 | -    | 53'      |
| 12-10-2012 | Дубай       | Єгипет         | 3 – 0     | Республіка Конго | товариський матч                        | -    | 46'      |
| 16-10-2012 | Абу-Дабі    | Єгипет         | 0 – 1     | Туніс            | товариський матч                        | -    | 61'      |
| 28-12-2012 | Доха        | Катар          | 0 – 2     | Єгипет           | товариський матч                        | -    | 75'      |
| 10-1-2013  | Абу-Дабі    | Гана           | 3 – 0     | Єгипет           | товариський матч                        | -    | 67'      |
| 6-2-2013   | Мадрид      | Чилі           | 2 – 1     | Єгипет           | товариський матч                        | -    | 71'      |
| 22-3-2013  | Александрія | Єгипет         | 10 – 0    | Есватіні         | товариський матч                        | 1    | 46'      |
| 26-3-2013  | Александрія | Єгипет         | 2 – 1     | Зімбабве         | Відбір до ЧС 2014                       | -    | 46'      |
| 30-9-2013  | Каїр        | Єгипет         | 2 – 0     | Уганда           | товариський матч                        | -    | 46'      |
| 5-6-2022   | Каїр        | Єгипет         | 1 – 0     | Гвінея           | Відбір до Кубка африканських націй 2023 | -    |          |
| 14-6-2022  | Сеул        | Південна Корея | 4 – 1     | Єгипет           | товариський матч                        | -    | 87'      |
| Усього     |             | Матчів         | 11        |                  | Голів                                   | 1    |          |

## Титули і досягнення
- Чемпіон Єгипту (1):

«Замалек»: 2014-2015
- Володар Кубка Єгипту (2):

«Замалек»: 2013, 2015, 2016
- Володар Суперкубка Єгипту (1):

«Замалек»: 2017